# محمد رسول الله (مسلسل)
محمد رسول الله  هو مسلسل ديني من إنتاج شركة صوت القاهرة للصوتيات والمرئيات، مكون من خمسة أجزاء يروي قصص عدد من الأنبياء ابتداء من النبي إبراهيم انتهاء بالنبي محمد متضمنا في طي الأحداث البشارات التي وردت علي لسان الأنبياء بالنبي الخاتم وما جاء في الكتب السماوية المنزلة عليهم من نعوته وصفاته، ثم تتوالي الأحداث حتى تنتهي ببعثته وانتصار دعوته، وهو يعتبر من أفضل المسلسلات الدينية وأستخدم فبها خدع تلفزيونيه كثيرة فهى وجبه ثريه بالمعلومات الدينية .
المسلسل مأخوذ عن سلسلة محمد رسول الله والذين معه للأديب عبد الحميد جودة السحار وكتب له السيناريو والحوار الشاعر الغنائي عبد الفتاح مصطفى وأخرجه أحمد طنطاوي في الأجزاء الثلاثة الأولي منه ثم أحمد توفيق في الجزء الرابع ثم نور الدمرداش في الجزء الخامس والأخير.

## الأجزاء

### الجزء الأول
يستعرض هذا الجزء حياة الأنبياء إبراهيم ولوط وإسماعيل وإسحاق ويعقوب ويوسف عليهم السلام بدءًا من مولد النبي إبراهيم عليه السلام بأرض بابل، وانتهاء بوفاة يعقوب عليه السلام بأرض مصر مع استعراض البشارات التي وردت علي لسان هؤلاء الأنبياء بخاتم النبيين صلى الله عليه وسلم.

### الجزء الثاني
يسرد لنا الجزء الثاني من المسلسل نشأة كليم الله موسى عليه السلام وقصته مع بني إسرائيل وفرعون مصر والسحرة وما دار بينهم من أحداث بالقرآن الكريم، ثم يمر بنبي الله داود وكذلك سليمان عليه السلام وقصته مع بلقيس ملكة سبأ التي اعتنقت الإسلام على يديه.

### الجزء الثالث
يستعرض هذا الجزء حياة الأنبياء زكريا ويحيي وعيسى عليهم السلام مع لمحة موجزة عن العزير الذي أماته الله مائة عام ثم بعثه في فترة السبي البابلي لليهود قبل الميلاد بقرابة ستة قرون ويلي ذلك استعراض مطول لقصة أصحاب الكهف الذي كان شيخهم هو عاموس الذي عاصر ورأى المسيح عليه السلام، ثم تنتقل الأحداث إلي اليمن من خلال استيلاء الأحباش علي اليمن وظهور سيف بن ذي يزن كبطل قومي تنعقد عليه الآمال لتخليص اليمن من المحتل الدخيل ويتزامن ذلك مع سعي أبرهة لهدم الكعبة وظهور الإرهاصات بقرب ظهور نبي آخر الزمان صلي الله عليه وسلم ثم تنتهي الأحداث بفشل أبرهة في هدم الكعبة وهلاكه وانتصار سيف بن ذي يزن وتحرير اليمن ثم مولد النبي محمد ﷺ وتبشير سيف بن ذي يزن بذلك لجده عبد المطلب بن هاشم .

### الجزء الرابع
يسرد لنا هذا الجزء بدايات الوحى وأوائل الذين أسلموا من خلال الصحابى عدي بن ظالم. ويتطرق إلى أوائل المسلمين مثل أبي ذر الغفاري. وتتوالى الآحداث إلى موت السيدة خديجة بنت خويلد وأبي طالب. قام ببطولة هذا الجزء الممثل محمود ياسين. وموسيقى التتر من تأليف محمد عبد الوهاب، وإخراج أحمد توفيق.

### الجزء الخامس
يستكمل فترة العصر النبوي، المسلسل بطولة حسن يوسف (ممثل) وعفاف شعيب، وإخراج نور الدمرداش.